# یواس‌اس لارنتیا (ای‌اف-۴۴)
یواس‌اس لارنتیا (ای‌اف-۴۴) (به انگلیسی: USS Laurentia (AF-44)) یک کشتی بود که طول آن ۳۳۸ فوت (۱۰۳ متر) بود. این کشتی در سال ۱۹۴۴ ساخته شد.